# Mark Polansky
 (avril 2019).
Si vous disposez d'ouvrages ou d'articles de référence ou si vous connaissez des sites web de qualité traitant du thème abordé ici, merci de compléter l'article en donnant les références utiles à sa vérifiabilité et en les liant à la section « Notes et références ».
Pour les articles homonymes, voir Polansky (homonymie).
Mark Lewis Polansky est un astronaute de nationalité américaine. Il a à son actif trois vols spatiaux.

## Vols réalisés
- Vol STS-98, lancé le 7 février 2001
- Vol STS-116, lancé le 10 décembre 2006
- Vol STS-127, lancé le 15 juillet 2009

## Le millième astronaute
D'après un décompte effectué par la Cité de l'espace, il est devenu le millième membre d'équipage depuis le premier, Youri Gagarine. Ce cap symbolique a été franchi le 10 décembre 2006, alors qu'il s'envolait à bord de la mission spatiale STS-116.
Pour ces 1 000 membres d’une mission spatiale, voici quelques chiffres remarquables ou surprenants :
- 449 personnes différentes dont 99 Russes, 280 Américains, 6 Chinois, 64 d’autres nationalités dont 31 Européens dont 9 Français
- sur ces 449 personnes, 171 ont fait une seule mission
- 159 sont sortis dans le vide spatial durant leur mission (sortie extravéhiculaire)
- le plus âgé au moment de son vol avait 78 ans (John Glenn)
- sur ces 449 personnes, 44 femmes dont 1 Française (Claudie Haigneré, marraine de la Cité de l’espace)
- le plus jeune au moment de son vol avait 25 ans (Guerman Titov)
- 18 ont perdu la vie en mission
- le vol le plus long en une seule mission : 14 mois (Valeri Poliakov)
- 12 astronautes ont marché sur la Lune parmi les 24 astronautes étant partis vers notre satellite naturel
- 2 astronautes ont fait 7 missions (Jerry Ross et Franklin Chang-Diaz)
- 6 citoyens se sont « offert » une place de « touriste spatial »
- Sergueï Krikaliov a vécu le plus longtemps dans l’espace, soit plus de 2 ans en plusieurs missions et en 6 vols.
- 3 femmes ont été « Commandant de bord » de leur mission (Valentina Tereshkova, Eilleen Collins et Pamela Melroy)
- le vol orbital le plus court fut d’une seule orbite (Iouri Gagarine, le 12 avril 1961)

Au total, l’Homme a passé 718 266 heures et 17 minutes en missions spatiales, soit  29 927 jours ou près de 82 ans.